# Xystrota admirabilis
Xystrota admirabilis là một loài bướm đêm trong họ Geometridae.